# Santana (glasbena skupina)
Santana je ameriška latin rock skupina, ki jo je leta 1967 v San Franciscu ustanovil mehiški kitarist Carlos Santana. Skupina je postala znana širši javnosti po njihovi izvedbi skladbe "Soul Sacrifice" na Woodstocku leta 1969. Ta njihov nastop je bil ključen za uspeh njihovega debitantskega albuma Santana, ki sta mu v naslednjih dveh letih sledila še albuma Abraxas in Santana III.
V kasnejših letih se je zasedba pogosto spreminjala. Sodelovanje Carlosa Santane z gurujem Šrijem Činmojem je pripeljalo do tega, da je skupina pričela z izvajanjem ezoterične glasbe, vedno pa je pri skupini bil prisoten vpliv Latin rocka.
Leta 1998 je bila skupina bila vključena v Hram slavnih rokenrola v zasedbi s Carlosom Santano, Joséjem Chepitom Areasom, Davidom Brownom, Greggom Roliejem, Mikom Carabellom in Michaelom Shrievejem.
Skupina je prejela osem grammyjev in tri latin grammyje. Carlos Santana je prav tako osvojil grammyja kot solo izvajalec leta 1989 in 2003. Santana je prodala več kot 90 milijonov plošč, s čimer je postala ena izmed skupin z največ prodanimi ploščami vseh časov. Leta 2013 je prišlo do ponovne združitve klasične zasedbe skupine za nov album Santana IV, ki je izšel aprila 2016.

## Zgodovina

### 1967–72: Formacija in uspešna leta

#### Začetki
Skupina je bila ustanovljena leta 1967 v San Franciscu kot Carlos Santana Blues Band s pomočjo Toma Fraserja. Prvo zasedbo so sestavljali Carlos Santana (solo kitara), Marcus Malone (tolkala), Rod Harper (bobni), David Brown (bas kitara) in Gregg Rolie (glavni vokal, Hammond B3). Prva avdicija skupine s to zasedbo se je odvila konec poletja 1967 na Avalon Ballroomu. Po avdiciji jim je glavni promotor Chet Helms povedal, da skupina ne bo nikoli dosegla uspeha na glasbeni sceni San Francisca, Carlosu pa je predlagal naj obdrži svojo službo pomivalca posode v lokalu Tick Tock's Drive-In na ulici 3rd Street. V tem času je skupina pričela s snemanjem debitantskega albuma Santana, Malone pa je skupino že zapustil zaradi obtožbe umora in je začel s prestajanjem kazni v zaporu San Quentin State Prison v Marin Countyju.

#### Woodstock in preboj
Pred Woodstockom je bil Bill Graham naprošen za pomoč pri logistiki in načrtovanju. Bill je dejal, da bo ponudbo sprejel le, če bo lahko na festivalu nastopila tudi nova skupina Santana, ki jo je Graham vzel pod svoje okrilje. Santana je tako postala ena izmed izvajalcev na Festivalu Woodstock, bobnar Michael Shrieve pa je z dvajsetimi leti starosti postal najmlajši glasbenik, ki je igral na festivalu. Skupina je maja 1969 začela snemati debitantski album Santana, ki je bil dokončan v enem mesecu.
Santana je igrala na Woodstocku. Konec meseca so izdali debitantski album, ki je dosegel 4. mesto lestvice Billboard 200, singl "Evil Ways" pa se je v ZDA uvrstil med Top 10.

#### AbraxasinSantana III
Zatem je skupina odšla na promocijsko turnejo, prav tako pa je začela delati na naslednjem albumu Abraxas. Snemanje se je začelo v sredini aprila 1970 v studiju Wally Heider Studios v San Franciscu, končano pa je bilo v začetku maja 1970. Album, katerega vrhunec je bila predelava skladbe "Black Magic Woman" skupine Fleetwood Mac, ki je na lestvici Billboard Hot 100 dosegla 4. mesto, je izšel septembra 1970 in je dosegel 1. mesto lestvice Billboard 200.
Od januarja do julija 1971 je skupina snemala album Santana III. Album je izšel septembra 1971 in je prav tako dosegel vrh lestvice Billboard 200. Santana III je bil zadnji album skupine, ki ga je posnela klasična zasedba z Woodstocka.

#### Caravanserai
Pred snemanjem njihovega četrtega albuma Caravanserai, je prišlo do nekaj sprememb zasedbe. Leta 1971 je skupino pred snemanjem zapustil basist David Brown, ki sta ga nadomestila Doug Rauch in Tom Rutley. Skupino je zapustil tudi Michael Carabello, nadomestila pa sta ga Armando Peraza in Mingo Lewis. Klaviaturista Gregga Rolieja je nadomestil Tom Coster.
Caravanserai je dosegel 8. mesto na lestvici, čeprav z njega ni izšel noben hit singl.

### 1973–79: Eksperimentiranje in konsolidacija
13 mesecev po albumu Caravanserai je Santana izdala album Welcome. Welcome je bil prvi izmed štirih zaporednih albumov skupine, ki je postal zlat, prejšnji štirje pa so vsi postali platinasti. Album je na lestvici Billboard 200 dosegel 25. mesto, kar je bila njihova najnižja uvrstitev do tedaj. Naslednjih nekaj albumov je vsebovalo več eksperimentiranja, začenši z albumom Borboletta, ki je bil argumentirano slabši od svojega predhodnika, čeprav je bil na lestvici uvrščen pet mest višje.
Album Amigos, ki je izšel leta 1975, je bil dosti bolj uspešen. Dosegel je 10. mesto na lestvicah in Top 10 na lestvicah v Franciji, Avstraliji, Novi Zelandiji, Avstriji in na Nizozemskem. Album je bil znanilec vrnitve uspeha. Naslednji album Festival je bil nekako v nasprotju z novim uspehom, njegov naslednik Moonflower, ki je izšel leta 1977, pa je bil znova uspešen. Album je bil verjetno najuspešnejši album skupine po albumu Santana III, prejel je 2x platinast certifikat in postal prvi album skupine po albumu Borboletta, ki se je uvrstil med top 10 v Združenem kraljestvu. Zaznamoval ga je slogovni premik skupine, vseboval pa je trši in bolj konvencionalen zvok kot prejšnji albumi, vseeno pa je vseboval eksperimentalni zvok, ki je zaznamoval zadnji nekaj albumov.
Naslednja dva albuma Inner Secrets in Marathon, ki sta izšla leta 1978 in 1979 sta bila znova glasbeni premik skupine od latin-rocka, ki je zaznamoval albume skupine konec 60. in večino 70. let proti bolj konvencionalnem rockovskem zvoku. Albuma nista bila zelo komercialno uspešna, čeprav sta v ZDA oba dosegla zlati certifikat.

### 1980–97: Komercialni upad in sedemletni premor
80. leta so se za skupino začela uspešno. Leta 1981 je izšel njihov album Zebop!, ki se je v številnih državah uvrstil med top 20, dosegel pa je tudi platinasti certifikat. Naslednje leto je izšel album Shangó. S tem albumom se je začel upad komercialnega uspeha skupine, čeprav je album dosegel zlat certifikat.
Čez tri leta je skupina izdala naslednji album Beyond Appearances, ki je bil komercialno neuspešen in prvi album skupine, ki ni dosegel zlatega certifikata. Naslednji trije albumi so bili vsi komercialno neuspešni, dosegli so namreč 95., 85. in 102. mesto na lestvici Billboard 200. Skupina je nato za sedem let prenehala s snemanjem novih skladb in se je osredotočila na turneje.

### 1998–2001: Najbolje prodajani album, Grammyji in Hram slavnih rokenrola
Leta 1998 je bila skupina vključena v Hram slavnih rokenrola. Ta dogodek je bil začetek še enega uspešnega obdobja skupine. Njihov naslednji album Supernatural, ki je izšel leta 1999, je debitiral na 19. mestu lestvice Billboard 200, po 18 tednih pa se je povzpel na 1. mesto.
Prvi singl z albuma, "Smooth", je dosegel 1. mesto lestvice Billboard Hot 100, kjer je ostal 12 tednov. Album sam ni bil uspešen le v ZDA, ampak tudi po svetu, kjer je v številnih državah dosegel prva mesta lestvic. Drugi singl, "Maria Maria", je prav tako dosegel vrh lestvice Billboard Hot 100. Album je v ZDA postal 15x platinast, prodanih pa je bilo 30 milijonov izvodov albuma. Album je izšel 28 let po njihovem zadnjem prvouvrščenem albumu Santana III leta 1971. Po Guinnessovi knjigi rekordov je to najdaljše obdobje med prvouvrščenimi ameriškimi albumi istega izvajalca.
Glasbeno je bil album verjetno največji glasbeni premik za skupino. Albumov predhodnik, Milagro je vseboval močne hard rock vplive in vplive latin rocka. Vseeno pa je Supernatural, poleg vplivov latin rocka in blues rocka, vseboval vplive številnih popularnih zvrsti glasbe tistega časa, kot so alternativni rock, pop rock in R&B. Album je osvojil devet grammyjev, vključno z grammyjem za album leta ter tri latin grammyje, vključno z grammyjem za posnetek leta.
Omembe vredno je tudi število sodelovanj drugih glasbenikov na tem albumu. Na glavnem singlu je solo vokal odpel pevec skupine Matchbox Twenty, Rob Thomas. Drugi singl je bil posnet v sodelovanju s skupino The Product G&B, na singlu "Put Your Lights On" pa lahko slišimo hip-hop izvajalca Everlasta. Kot gostje so na albumu sodelovali še Eric Clapton, Eagle-Eye Cherry, Lauryn Hill, Dave Matthews, in Cee-Lo.

### 2002–12: Soočenje z novim uspehom
Naslednik albuma Supernatural, Shaman je izšel 22. oktobra 2002 in je bil težko pričakovan s strani medijev in oboževalcev. Čeprav se je sprva hitro prodajal in je bilo v prvem tednu v ZDA prodanih 298.973 izvodov albuma ter je debitiral na 1. mestu lestvice Billboard 200, je kmalu zdrsnil z lestvic. Album je postal 2x platinast v ZDA, platinast pa je postal še v nekaterih drugih državah, vključno z Avstralijo. Prvi singl z albuma, "The Game of Love", pri katerem lahko slišimo Michelle Branch, je dosegel 5. mesto lestvice Billboard Hot 100. Naslednji štirje singli z albuma pa se v večini držav niso uvrstili na lestvice, z izjemo zadnjega singla "Why Don't You & I", kjer je sodeloval Alex Band, ki je dosegel 8. mesto lestvice Billboard Hot 100. Glasbeno je bil album vrnitev skupine k bolj konvencionalnemu zvoku z vplivi latin rocka.
Čez tri leta je izšel naslednji album skupine All That I Am. Album je debitiral na 2. mestu lestvice Billboard 200, drugje pa ni bil preveč uspešen. Album je bil nadaljevanje podobnega zvoka z albuma Shaman in je v ZDA dosegel zlati certifikat. Sledilo je pet let premora, nato pa je izšel naslednji album Guitar Heaven. Glasbeno je bil album drastična sprememba za skupino s precej tršim zvokom in močnimi vplivi heavy metala. Dosegel je 5. mesto lestvice Billboard 200, ni pa osvojil zlatega certifikata.
Leta 2012 je skupina izdala album Shape Shifter, kjer lahko opazimo vrnitev skupine k zvoku latin rocka. Dosegel je 16. mesto lestvice Billboard 200.

### 2013–danes: Ponovna združitev klasične zasedbe,CorazóninSantana IV
2. februarja 2013 je Carlos Santana potrdil, da bo ponovno združil klasično zasedbo skupine, ki je igrala na Woodstocku. Carlos je še dejal da želi združiti klasično zasedbo, da bo z njo posnel novo glasbo. Svojo vrnitev so nato potrdili Neal Schon, ki je bil v skupini začetek 70. let in si je s Carlosom delil solo kitaro, nato pa je skupaj z Greggom Roliejem zapustil Santano in ustanovil skupino Journey; bobnar Mike Shrieve in tolkalist Mike Carabello. O vrnitvi Gregga Rolieja je Santana dejal: "Prepričan sem, da bo Gregg sodeloval." Februarja 2013 je Rolie o ponovni združitvi za Radio.com povedal: »Gre samo za sestavo zasedbe in izvedbo. Jaz sem za. Mislim, da je to odlična ideja. Ljudem bo všeč. Odlično bo!«
Medtem je skupina 6. maja 2014 izdala nov studijski album z naslovom Corazón, 9. septembra 2014 pa nov album v živo, Corazón – Live from Mexico: Live It To Believe It.
15. aprila 2016 pa je skupina izdala album Santana IV, studijski album, ki je združil klasično zasedbo skupine, ki so jo sestavljali Carlos Santana (kitara, vokali), Gregg Rolie (klaviature, solo vokali), Neal Schon (kitara, vokali), Michael Carabello (tolkala) in Michael Shrieve (bobni). Santana IV je prvi album po 45 letih in albumu Santana III, ki ga je posnel omenjeni kvintet.
Zamisel o ponovni združitvi je nastala nekaj let nazaj, ko je Schon predlagal, da bi s Santano posnel album. Carlosu je bila ideja všeč, vendar jo je še nekoliko dopolnil in poklical Rolieja, Shrieveja in Carabella. Po številnih vajah leta 2013, je skupina med letoma 2014 in 2015 posnela šestnajst novih skladb, ki jih krasijo značilni elementi - afro-latinski ritmi, naraščajoči vokali, psihedelični blues kitarski soli in neustavljiva tolkala.
Santana IV vsebuje 16 novih skladb, ki jih je napisala in producirala skupina. Zasedbi "Santana IV" sta se v studiu pridružila še trenutna člana Santane, basist Benny Rietveld in tolkalist Karl Perazzo, na dveh skladbah pa je kot gostujoči vokalist sodeloval Ronald Isley.
Prvi singl z albuma, "Anywhere You Want To Go" je izšel 5. februarja 2016
21. oktobra 2016 je skupina pri založbi Eagle Rock Entertainment izdala album v živo Santana IV: Live at the House of Blues Las Vegas s posnetkom koncerta, ki se je odvil 21. marca 2016 v House of Blues v Las Vegasu.
V začetku januarja 2019 je skupina sklenila pogodbo z založbo Concord Records, 25. januarja pa je izšel EP skupine, In Search of Mona Lisa. Dan pred tem je izšel tudi videospot novega singla »Do You Remember Me«. Skupina je tudi objavila načrte za izdajo novega albuma, ki ga bo produciral Rick Rubin.

## Člani

### Trenutni člani
| Zasedba - Carlos Santana – kitare, vokali, tolkala (1966–danes) - Benny Rietveld – bas (1990–1992, 1997–danes) - Karl Perazzo – tolkala (1991–danes) - Ray Greene – vokali (2016–danes) - Andy Vargas – vokali (2000–danes) - Bill Ortiz – trobenta (2000–danes) - Jeff Cressman – trombon (2000–danes) - Tommy Anthony – kitare, vokali (2005–danes) - David K. Mathews – klaviature (2011–danes) - Paoli Mejías – tolkala (2013–danes) - José "Pepe" Jimenez – bobni (2014–danes) | Klasična zasedba - Carlos Santana – kitare, vokali (1966–danes) - Neal Schon – kitare (1971–1972, 2013–danes) - Gregg Rolie – klaviature, vokali (1966–1972, 1982, 1987–1988, 2013–danes) - Michael Carabello – tolkala (1966–1967, 1969–1971, 2013-danes) - Michael Shrieve – bobni (1969–1974, 1978, 1988, 2013–danes) Dodatni glasbeniki - Karl Perazzo – tolkala (1991–danes) - Benny Rietveld – bas (1990–1992, 1997–danes) |

### Nekdanji člani
| - Marcus Malone – tolkala (1966–1969; umrl 2021) - Tom Fraser – kitare (1966–1967) - Gus Rodriguez - bas (1966–1967) - Rod Harper - bobni (1966–1967) - David Brown – bas (1967–1971, 1974–1976; umrl 2000) - Bob Livingston – bobni (1967–69) - José "Chepito" Areas – tolkala (1969–1971, 1972–1973, 1974–1975, 1976–1977, 1988–1989) - Francisco Aguabella – tolkala (1969–1971; umrl 2010) - Tom Rutley – bas (1971–1972) - Buddy Miles – bobni, tolkala (1971, 1972), vokali, kitara (1986, 1987; umrl 2008) - Pete Escovedo – tolkala (1971, 1977–1979) - Coke Escovedo – tolkala (1971–1972; umrl 1985) - Rico Reyes – tolkala (1971, 1972) - Victor Pantoja – tolkala (1971) - Tom Coster – klaviature (1972–1978, 1983–1984) - Armando Peraza – tolkala (1972–1976, 1977–1990; umrl 2014) - Richard Kermode – klaviature (1972–1973; umrl 1996) - Doug Rauch – bas (1972–1973; umrl 1979) - James "Mingo" Lewis – tolkala (1972–1973) - Leon Thomas – vokali (1973; umrl 1999) | - Leon "Ndugu" Chancler – bobni (1974–1976, 1988) - Leon Patillo – vokali (1974–1975, 1976) - Jules Broussard – saksofon (1974–1975) - Greg Walker – vokali (1975–1976, 1976–1979, 1983–1985) - Raul Rekow – tolkala (1976–2013; umrl 2015) - Gaylord Birch – bobni (1976, 1991; umrl 1996) - Graham Lear – bobni (1976–1983, 1985–1987) - Luther Rabb – vokali (1976; umrl 2006) - Joel Badie – vokali (1976) - Byron Miller – bas (1976) - Pablo Telez - bas (1976–1977) - David Margen – bas (1977–1982) - Chris Solberg – kitare (1978–1980) - Chris Rhyne – klaviature (1978–1979) - Russell Tubbs – flavta (1978) - Alex Ligertwood – vokali (1979–1983, 1984–1985, 1987, 1989–1991, 1992–1994) - Alan Pasqua – klaviature (1979–1980) - Orestes Vilató – tolkala (1980–1987) - Richard Baker – klaviature (1980–1982) | - Chester D. Thompson – klaviature (1983–2009) - Keith Jones – bas (1983–1984, 1989) - David Sancious – klaviature (1984) - Chester C. Thompson – bobni (1984) - Alphonso Johnson – bas (1985–1989, 1992) - Sterling Crew – klaviature (1986) - Walfredo Reyes – bobni (1989–1991, 1992–1993) - Billy Johnson – bobni (1991, 1994, 2000–2001) - Myron Dove – ritem kitara, piccolo bas (1992–1996, 2003–2005) - Vorriece Cooper – vokali (1992–1993) - Oran Coltrane – saksofon (1992) - Rodney Holmes – bobni (1993–1994, 1997–2000) - Tommie Bradford – bobni (1994) - Curtis Salgado – vokali, orglice (1995) - Horacio "El Negro" Hernandez – bobni (1997) - Ricky Wellman – bobni (1997) - Dennis Chambers – bobni (2002–2013) - Freddie Ravel – klaviature (2009–2010) - Tony Lindsay – vokali (1991, 1995–2003, 2012–danes) |

## Diskografija

### Studijski albumi
- Santana (1969)
- Abraxas (1970)
- Santana III (1971)
- Caravanserai (1972)
- Welcome (1973)
- Borboletta (1974)
- Amigos (1976)
- Festival (1977)
- Moonflower (1977)
- Inner Secrets (1978)
- Marathon (1979)
- Zebop! (1981)
- Shangó (1982)
- Beyond Appearances (1985)
- Freedom (1987)
- Spirits Dancing in the Flesh (1990)
- Milagro (1992)
- Supernatural (1999)
- Shaman (2002)
- All That I Am (2005)
- Guitar Heaven: The Greatest Guitar Classics of All Time (2010)
- Shape Shifter (2012)
- Corazón (2014)
- Santana IV (2016)
- Africa Speaks (2019)

### Albumi v živo
- Lotus (1974)
- Sacred Fire: Live in South America (1993)
- Live at the Fillmore 1968 (1997)
- The Very Best of Santana (Live in 1968) (2007)
- The Woodstock Experience (2009)
- Corazón – Live from Mexico: Live It to Believe It (2014)

### Kompilacijski albumi
- Santana's Greatest Hits (1974)
- 25 Hits (1978)
- Viva! Santana — The Very Best (1986)
- The Very Best of Santana (1986)
- Viva Santana! (1988)
- The Best of Santana (1991)
- The Definitive Collection (1992)
- Dance of the Rainbow Serpent (1995)
- Love Songs (1995)
- Summer Dreams – The Best Ballads of Santana (1997)
- The Ultimate Collection (1997)
- The Best of Santana (1998)
- The Best Instrumentals (1998)
- The Best Instrumentals Vol. 2 (1999)
- The Best of Santana Vol. 2 (2000)
- The Essential Santana (2002)
- Relaxin' with Santana (2003)
- Ceremony: Remixes & Rarities (2003)
- Love Songs (2004)
- Ultimate Santana (2007)
- Multi-Dimensional Warrior (2008)